# Octávio Barrosa
Octávio dos Santos Barrosa (Lisbona, 21 dicembre 1920 – 21 febbraio 2001) è stato un calciatore portoghese, di ruolo difensore.

## Carriera

### Club
Trascorse l'intera carriera giocando nel campionato portoghese.

### Nazionale
Ha collezionato 7 presenze con la propria Nazionale.

## Palmarès

### Club

#### Competizioni nazionali
- Campionato portoghese: 5

Sporting Lisbona: 1940-1941, 1943-1944, 1946-1947, 1947-1948, 1948-1949
- Coppa del Portogallo: 4

Sporting Lisbona: 1940-1941, 1944-1945, 1945-1946, 1947-1948